# حرم (مشكين شهر)
حرم هي قرية في مقاطعة مشكين شهر، إيران. عدد سكان هذه القرية هو 29 في سنة 2006.